# ブラリ＝フォルティのパラドックス
ブラリ＝フォルティのパラドックス (Burali-Forti paradox) とは、数学の集合論におけるパラドックスの一つであり、「全ての順序数の集合」という概念を素朴に導入すると矛盾が起こるという主張。即ちそのような存在を許す体系は自己矛盾していることを示す。

## フォン・ノイマン順序数を用いた説明
矛盾の原因は、全ての順序数の集合{\displaystyle \Omega }が順序数としての性質を全て満たすが故に、それ自体がまた順序数と看做されねばならないことにある。従って、その後続順序数{\displaystyle \Omega +1}を構成することができ、これは{\displaystyle \Omega }よりも厳密に大きい。ところが、定義によりこの順序数もまた{\displaystyle \Omega }の元でなければならない。ゆえに
{\displaystyle \Omega <\Omega +1\leq \Omega .}

## より一般的な説明
上に挙げた説明は一種の時代錯誤を含んでいる。何故ならフォン・ノイマンに由来する順序数の定義を仮定しているからで、その中で個々の順序数は先行する全ての順序数の集合になっている。
このような定義はブラリ＝フォルティがパラドックスを考案した当時はまだ知られていなかった。
以下により仮定を減らした説明を書く。
整列集合の順序型(このような順序型を順序数という)を考える。この時、順序数同士に自然な整列順序が存在する。これにより順序数全体も整列集合になり、その順序型{\displaystyle \Omega }もこの中に含まれなくてはならない。素朴集合論(及びZFC、但し新基礎集合論(NF)は除く)においては、ある順序数{\displaystyle \alpha }よりも小さい全ての順序数全体の順序型は{\displaystyle \alpha }自身であることが容易に示される。従って{\displaystyle \Omega }よりも小さい順序数全体の順序型は{\displaystyle \Omega }自身である。一般に整列集合の真の切片((proper initial segment))の順序型は全体の順序型より小さいことが容易に示される。このことから{\displaystyle \Omega }より小さい順序数全体の順序型は順序数全体の順序型より小さくなくてはならないが、このことは{\displaystyle \Omega }が{\displaystyle \Omega }より小さいことを表し、矛盾。
順序数を全ての先行する順序数の集合であるとするフォン・ノイマンの定義を用いるならば、ある順序数{\displaystyle \alpha }よりも小さな全ての順序数の順序型は{\displaystyle \alpha }自身になるという主張は真でなければならない。従ってフォン・ノイマン順序数の「集まり」は、ラッセルのパラドックスに出てくる「集まり」と同様に、古典論理による集合論における「集合」と見なすことはできない。しかしNFにおいては、順序型の集まり(整列集合の順序同型に関する同値類全体)は実際に集合であり、{\displaystyle \Omega }よりも小さな順序数の順序型は実は{\displaystyle \Omega }とは異なるという形でパラドックスは回避される。

## ZFCにおけるパラドックスの解決
現代的な公理的集合論においては、無制限な包括原理、つまり「性質{\displaystyle P}を満たす全てのものの集合」というような集合の構成を単純に禁止することでこの矛盾を回避している。例えばゴットロープ・フレーゲの公理系ではこれはまだ禁止されていなかった。なお、NFでは異なった解決法が採られている。

## 歴史
ブラリ＝フォルティのパラドックスという名称は1897年にこれを発見したチェザーレ・ブラリ＝フォルティに由来する。但し異説があり、グレゴリー・チャイティンは本当の発見者はバートランド・ラッセルだと述べている。